# Gertrud Ström
Gertrud Ström (fl. XX secolo) è stata una pattinatrice artistica su ghiaccio svedese. Ha vinto la medaglia di bronzo al Campionato mondiale nel 1909 pattinando insieme a Richard Johansson.

## Palmarès
Con Richard Johansson
| Evento              | 1909 |
| ------------------- | ---- |
| Campionati mondiali | 3°   |